# Synagoge (Krzepice)
Koordinaten: 50° 57′ 58″ N, 18° 42′ 50″ O

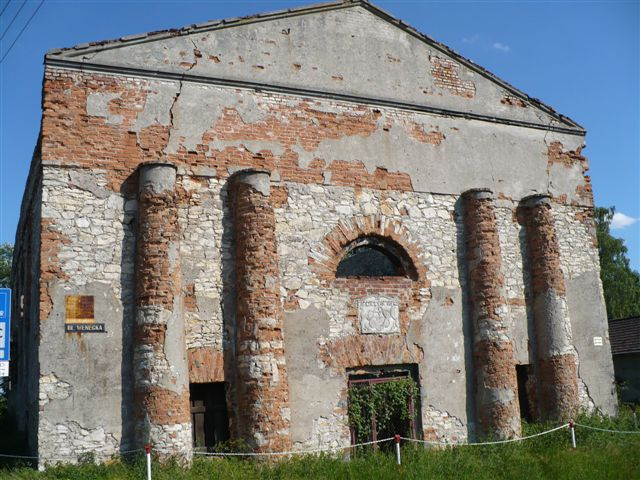
Synagoge in Krzepice (vor 2007)

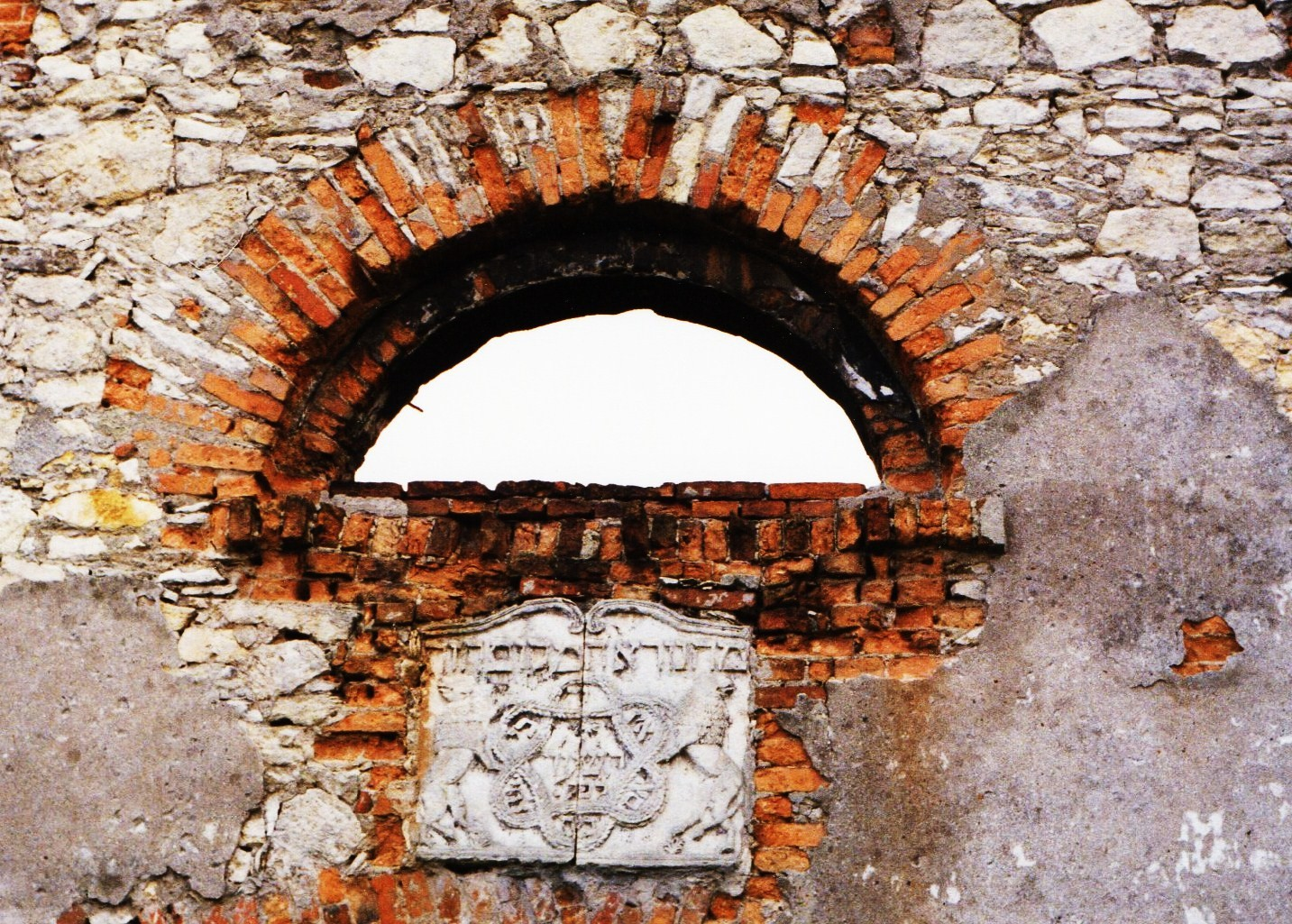
Relief mit Davidstern

Die Synagoge in Krzepice (deutsch Krippitz), einer Stadt in der Woiwodschaft Schlesien in Polen, wurde von 1814 bis 1820 errichtet.
Die im Stile des Klassizismus erbaute Synagoge ist als Ruine erhalten geblieben und als Kulturdenkmal geschützt. Über dem Eingang befindet sich ein Relief mit einem stilisierten Davidstern und der Inschrift: "Wie furchtbar ist dieser Ort! Hier ist nichts Geringeres als das Haus Gottes, und dies ist die Pforte des Himmels. (Gen 28,17 ) Im Inneren der Synagoge ist an der Ostwand eine Nische des Toraschreins erhalten geblieben, die von einem einfachen Ziegelband und einem mit Brettern verschlossenen Rundfenster eingerahmt wird.